# Filles du Saint-Esprit
Les Filles du Saint-Esprit forment une congrégation religieuse féminine enseignante et hospitalière de droit pontifical.

## Histoire

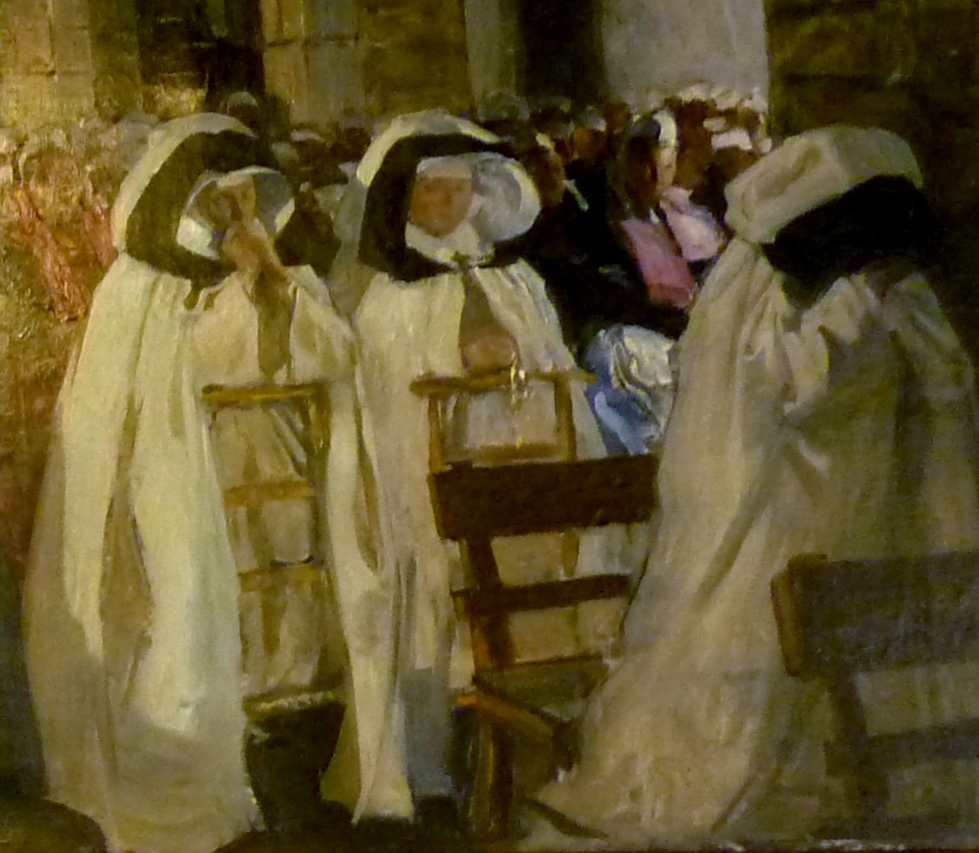
Sœurs du Saint-Esprit par Lucien Simon (détail du tableau Bigoudens en prière dans l'église Saint-Tugdual de Combrit, Abri du marin de Sainte-Marine).

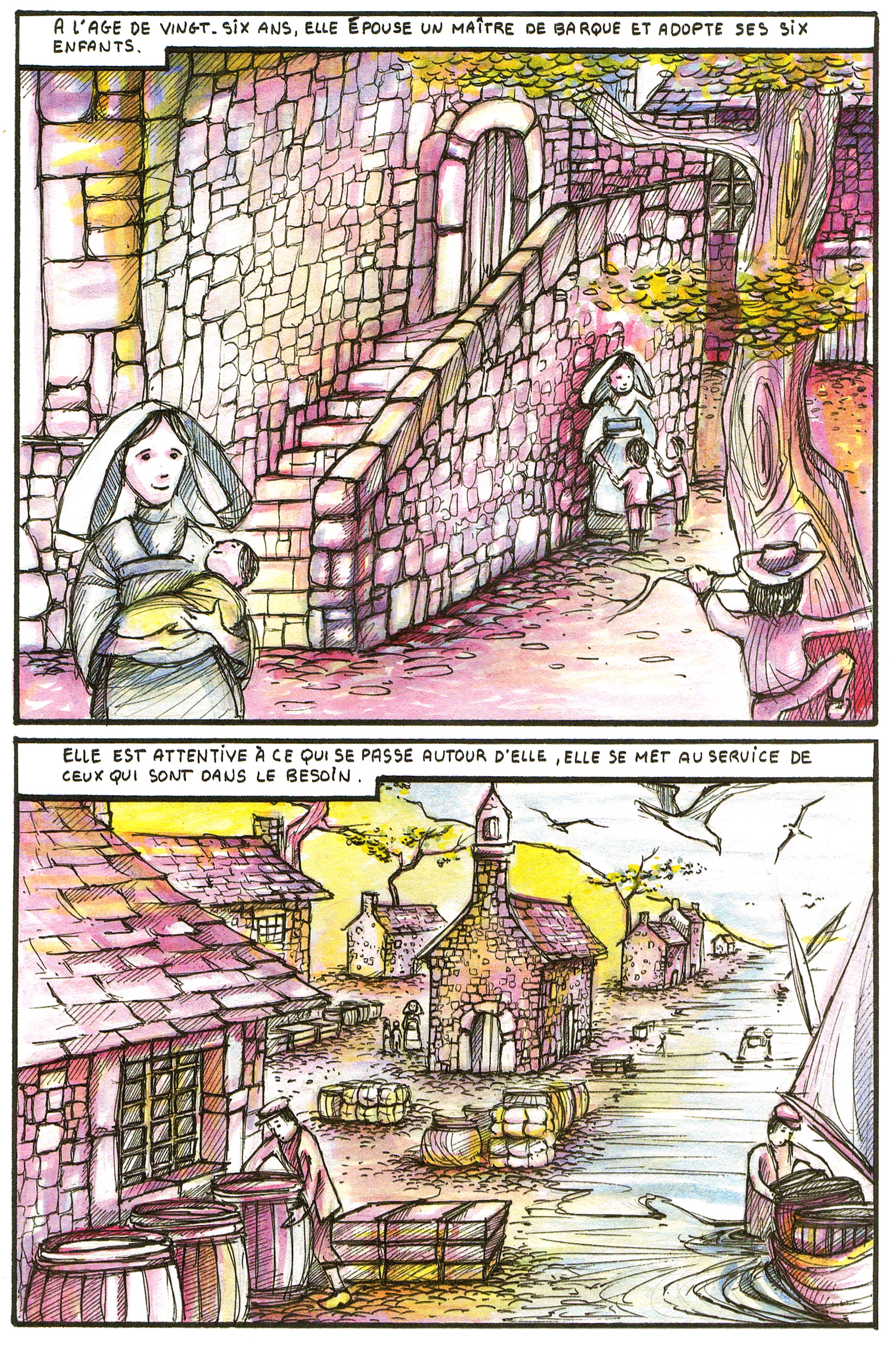
Les Filles du Saint-Esprit, 1706.

Le 8 décembre 1706 , Marie Balavenne, qui est veuve, et Renée Burel, jeune fille de 22 ans, s’engagent à vivre ensemble dans une maison située au port de Légué dans la commune de Plérin, près de Saint-Brieuc, dans le but d'instruire les filles et de visiter les malades. Elles sont encouragées et soutenues par Jean Leuduger (1649-1722), prêtre dédié aux missions populaires de Bretagne. Elles adoptent un costume semblable à celui des femmes de Plérin mais de couleur blanche, ce qui les fait très vite surnommer « les Sœurs blanches » ou « Filles de la Charité de Plérin ». René-Jean Allenou de Lavillangevin (1685-1753), curé de Plérin, rédige la règle de la communauté qui est approuvée le 24 avril 1733 par Louis-François de Vivet de Montclus, évêque de Saint-Brieuc.

En 1789, la congrégation compte 119 membres dans 19 maisons en Bretagne. La tourmente les disperse : elles sont expulsées ou vivent en clandestinité. Certaines sont emprisonnées. Entre 1800 et 1808, la plupart des communautés se reconstituent et d'autres sont fondées dans toute la Bretagne. XIXe siècle : Pendant les périodes d'épidémies fréquentes, appelées par les préfets, elles font preuve de très grande disponibilité.
Alors que la plupart des congrégations se soumettent, les Filles du Saint-Esprit optent pour la résistance et refusent de dissoudre leur congrégation. Le gouvernement décide de les expulser par le décret du 1er août 1902 : 38 écoles sont concernées dans le seul Finistère. Ce département va dès lors connaître entre le 6 et le 18 août deux semaines d'une incroyable agitation, dans une véritable ambiance de guerre civile. Ce sont finalement le 118e régiment d'infanterie, en garnison à Quimper, et le 2e régiment d'infanterie coloniale de Brest, qui sont chargés des interventions, mais décision est prise de ne leur remettre ni cartouches ni munitions.
Ces expulsions leur donnent l'occasion de fonder des maisons en Belgique (1901), en Angleterre et aux États-Unis (1902),  aux Pays-Bas (1904). Elles s'ouvrent aux missions en 1936 avec une fondation en Mandchourie ; elles s'installent ensuite au Cameroun (1954), Chili (1962), Nigeria (1964), au Tchad (1974), au Pérou (1979). L'implantation au Burkina-Faso résulte de la fusion avec les sœurs de Notre-Dame de Briouze (1994). Un institut séculier féminin est fondé en 2003.

## Fusion
Deux congrégations ont fusionné avec les Filles du Saint-Esprit dont les sœurs de Briouzequi avaient absorbé 3 instituts par le passé.
- • 1994 : Les Sœurs de Notre-Dame de l'Immaculée Conception de Briouze. En 1802, Charlotte Delaunay (1771-1831) et quatre autres jeunes filles décident de se consacrer à l'enseignement du catéchisme et à l'instruction auprès des enfants de la campagne. Elles commencent la vie commune avec l'accord de l'abbé Morel, curé de Saint-Hilaire[6]. L'association, dirigée par Charlotte Delaunay, ajoute ensuite la visite et le soin des malades à domicile. En 1850, Charles-Frédéric Rousselet, évêque de Séez, transforme l'association en congrégation religieuse avec Julie Olivier comme supérieure générale. Le décret impérial du 5 janvier 1853 reconnaît les statuts des sœurs comme congrégation hospitalière et enseignante à supérieure générale. Elles se répandent dans les départements de l'Orne, de la Mayenne et de la Sarthe où elles dirigent deux cents écoles, situées de préférence dans les campagnes. Dans la plupart de leurs établissements, une sœur est affectée à la visite des malades. Elles ont aussi quelques hospices et hôpitaux. L'expulsion des congrégations oblige les religieuses à se séculariser ou à s'exiler en Angleterre[7]. Elles fusionnent avec les Filles du Saint-Esprit en 1993[8].
  - • 1957 : Les Sœurs de Notre-Dame de Chartres fondées le 23 avril 1854 à Berchères-les-Pierres (Berchères-l'évêque à l'époque) par Louis Eugène Regnault, évêque de Chartres[9], pour l'enseignement des filles de la campagne et le soin des malades à domicile. La maison-mère est transférée à Chartres en 1858[10]. Elles fusionnent avec Notre-Dame de Briouze le 18 mars 1957[11].
  - • 1964 : Les Sœurs du Saint Cœur de Marie de Chartres. En 1831, Pierre-Alexandre Lecomte (1796-1850) chanoine de la  cathédrale Notre-Dame de Chartres[12], fonde un ouvroir dans la capitale de la Beauce. Il nomme Cécile Lefebvre comme institutrice à côté des maîtresses d'ouvrage. La maison est placée sous le vocable du Saint Cœur de Marie mais elle est appelée communément maison bleue. Des jeunes filles accueillies se forment ensuite en congrégation religieuse avec Cécile Lefebvre comme première supérieure. Les sœurs fondent des succursales à Flers, Mortagne-au-Perche et Rémalard[13]. Elles sont absorbées par Notre-Dame de Briouze le 7 octobre 1964[11].
  - • 1965 : Sœurs du Saint Nom de Jésus fondées en 1865 à Paris par Francine Lefebvre-Duruflé, fille du manufacturier et homme politique Noël Lefebvre-Duruflé[14], dans le but d'aider les jeunes filles de la classe pauvre et ouvrière venues travailler dans les ateliers de la capitale, en leur offrant un abri ainsi qu'une instruction et une formation dans les professions qu'elles veulent exercer. C'est à Paris, quartier du Petit-Montrouge, rue de la Voie Verte, que commence l'œuvre dans une maison que l'abbé de Geslin, curé de Saint-Médard, met à la disposition de la fondatrice et de ses cinq premières compagnes. Deux mois après, le 2 juin 1865, elle loue une maison plus appropriée dans l'avenue de Châtillon. C'est là que la jeune congrégation se place sous le vocable du Saint-Nom de Jésus et que Francine prend le nom de Mère Marie-Françoise. Les sœurs doivent se livrer au travail manuel pour nourrir les jeunes filles et les former, en rendant l'œuvre la plus gratuite possible. Le 4 mai 1866, elle achète un vaste terrain à l'extrémité de la rue de Vanves, dans le quartier de Plaisance, pour bâtir la maison-mère de la congrégation et où les sœurs s'établissent définitivement le 29 juin 1867. Mère Marie-Françoise rédige les constitutions, qui sont approuvées par le cardinal Guibert en 1874[15]. Elles fusionnent avec les sœurs de Notre-Dame de Briouze le 18 juin 1965[11].

- • 2003 : Sœurs hospitalières du Saint-Esprit de Poligny issues des hospitalières du Saint-Esprit. Elles fusionnent avec les Filles du Saint-Esprit en 2003.

## Activités et diffusion
Les  Filles du Saint-Esprit se vouent à l'enseignement et au soin des malades.
Elles sont présentes en: 
- Europe : France, Belgique, Angleterre, Irlande.
- Afrique : Burkina Faso, Cameroun, Nigeria.
- Amérique : États-Unis, Chili, Pérou.